# Eppendorf
Eppendorf település Németországban, azon belül Szászország tartományban. Lakosainak száma 3894 fő (2023. december 31.). Eppendorf Oederan és Grünhainichen községekkel határos.

## Népesség
A település népességének változása:
| Lakosok száma | 4140 | 4089 | 3979 | 3945 | 3894 |
|               | 2017 | 2019 | 2021 | 2022 | 2023 |